# Rituvík
Rituvík este un oraș din Insulele Faroe.